# Tritenii de Jos
Tritenii de Jos é uma comuna romena localizada no distrito de Cluj, na região histórica da Transilvânia. A comuna possui uma área de 59.48 km² e sua população era de 4905 habitantes segundo o censo de 2007.